# شيرين عادل (مخرجة)
     لشخصية أخرى تحمل اسم شيرين عادل، طالع شيرين عادل (توضيح).
شيرين عادل، مخرجة مصرية.

## عن حياتها
شيرين عادل مخرجة مصرية متميزة نجحت في وقت قصير في إثبات اسمها بالساحة الفنية حيث أخرجت العديد من الأعمال التي لاقت نجاحا كبيرا كان من اشهرها المسلسلات التلفزيونية سارة، العار، سلطان الغرام، دلع بنات ومسلسل هوجان. تزوجت شيرين عادل من المؤلف المصري محمد أشرف والذي شاركها تقديم مسلسل سلطان الغرام، بعد الفراق والوالده باشا.

## مسلسلات (مساعدة مخرج)
- 1992: المال والبنون (ج1، ج2)
- 1993: ذئاب الجبل
- 1996: شقة الحرية
- 1996: حواء والتفاحة
- 1996: حارة المحروسة
- 1997: السيرة الهلالية (ج1، ج2)
- 1997: التوأم
- 1998: الضوء الشارد
- 1999: الرجل الآخر
- 2000: الفرار من الحب
- 2002: جحا المصري
- 2002: أين قلبي

## مسلسلات (إخراج)
- 2003: حكايات زوج معاصر
- 2005: سارة
- 2005: العميل 1001
- 2006: أولاد الشوارع
- 2007: سلطان الغرام
- 2008: بعد الفراق
- 2009: تاجر السعادة
- 2010: العار
- 2011: الريان
- 2013: الوالدة باشا
- 2014: دلع بنات
- 2015: مولد وصاحبه غايب
- 2017: عائلة زيزو
- 2019: هوجان
- 2019: شقة فيصل
- 2020: بخط الإيد
- 2021: النمر
- 2022: رانيا و سكينة
- 2022: بيت فرح